# Pointe des Genevois
Pour les articles homonymes, voir Genevois.
La pointe des Genevois est un sommet des Alpes valaisannes, en Suisse, situé dans le canton du Valais, qui culmine à 3 674 m d'altitude.
Située entre la dent de Perroc au nord-ouest et la dent de Tsalion au sud, la pointe des Genevois domine le glacier du Mont Miné à l'est et le val d'Arolla à l'ouest.

## Première ascension
La pointe est gravie pour la première fois par deux Genevois le 22 juillet 1885. Ils donnèrent leur nom au sommet qu'on désignait auparavant comme une des dents de Perroc.